# New Cassel
New Cassel és una concentració de població designada pel cens dels Estats Units a l'estat de Nova York. Segons el cens del 2000 tenia 13.298 habitants.

## Demografia
Segons el cens del 2000, New Cassel tenia 13.298 habitants, 2.972 habitatges, i 2.448 famílies. La densitat de població era de 3.492,8 habitants per km².
Dels 2.972 habitatges en un 40,6% hi vivien nens de menys de 18 anys, en un 50,2% hi vivien parelles casades, en un 22,9% dones solteres, i en un 17,6% no eren unitats familiars. En el 12,7% dels habitatges hi vivien persones soles el 7% de les quals corresponia a persones de 65 anys o més que vivien soles. El nombre mitjà de persones vivint en cada habitatge era de 4,46 i el nombre mitjà de persones que vivien en cada família era de 4,4.
Per edats la població es repartia de la següent manera: un 28,9% tenia menys de 18 anys, un 12,3% entre 18 i 24, un 32,7% entre 25 i 44, un 17,6% de 45 a 60 i un 8,5% 65 anys o més.
L'edat mediana era de 30 anys. Per cada 100 dones de 18 o més anys hi havia 98,1 homes.
La renda mediana per habitatge era de 55.428 $ i la renda mediana per família de 55.042 $. Els homes tenien una renda mediana de 22.526 $ mentre que les dones 28.193 $. La renda per capita de la població era de 15.673 $. Entorn del 10,5% de les famílies i el 14,8% de la població estaven per davall del llindar de pobresa.